# Epigodromia granulata
Epigodromia granulata is een krabbensoort uit de familie van de Dromiidae. De wetenschappelijke naam van de soort is voor het eerst geldig gepubliceerd in 1878 door Kossman.